# Napat Thamrongsupakorn
Naphat Thamrongsupakorn (thailändisch ณภัทร ธำรงศุภกร, * 16. November 1987 in Suphanburi) ist ein thailändischer Fußballspieler.

## Karriere

### Verein
Naphat Thamrongsupakorn erlernte das Fußballspielen in der Schulmannschaft der Suphanburi Sports School in Suphanburi. Seinen ersten Vertrag unterschrieb er 2007 beim Erstligisten Suphanburi FC. Nach 23 Spielen in der Ersten Liga, der Thai Premier League, wechselte er 2008 nach Buriram zu Buriram United. Mit dem Club wurde er 2008 thailändischer Meister. Über die Stationen Buriram FC und Lopburi FC ging er 2011 zum Erstligisten Samut Songkhram FC nach Samut Songkhram. Hier absolvierte er bis 2012 34 Spiele und schoss dabei 13 Tore. Muangthong United verpflichtete ihn 2013. Hier kam er in der Hinserie auf nur sechs Spiele. Mitte 2013 nahm ihn dann sein ehemaliger Verein Suphanburi FC wieder unter Vertrag. Bis 2017 stand er für den Club 67 Mal auf dem Spielfeld. Ligakonkurrent Chonburi FC nahm ihn für die Saison 2018 unter Vertrag. In der Saison spielte er 13 Mal für Chonburi. In der zweiten Mannschaft, die in der vierten Liga, der Thai League 4, spielte, wurde er ebenfalls eingesetzt. Hier erzielte er drei Tore. Der Erstligaaufsteiger Trat FC aus Trat verpflichtete ihn Anfang 2019. Für Trat bestritt er 2019 neun Erstligaspiele. Anfang 2020 unterschrieb er einen Vertrag beim Drittligisten Muangkan United FC in Kanchanaburi. Mit dem Verein spielte er in der dritten Liga, der Thai League 3. Am Ende der Saison 2020/21 wurde er mit dem Verein Meister der Region. In den Aufstiegsspielen zur zweiten Liga wurde belegte man den zweiten Platz und stieg somit in die zweite Liga auf. Nach dem Aufstieg verließ er Muangkan und schloss sich dem Drittligisten Phitsanulok FC aus Phitsanulok an. Mit dem Verein spielt er in der Northern Region der Liga. Am Ende der Saison 2021/22 wurde er mit dem Verein Vizemeister der Region. In den Aufstiegsspielen konnte man sich jedoch nicht durchsetzen. Nach der Saison wechselte er im Sommer 2022 zum in der Western Region spielenden Samut Songkhram FC.

### Nationalmannschaft
2012 spielte Naphat Thamrongsupakorn dreimal in der thailändischen Nationalmannschaft.

## Erfolge
Buriram United
- Thailändischer Meister: 2008

Muangkan United FC
- Thai League 3 – West: 2020/21
- Thai League 3 – National Championship: 2020/21 (2. Platz)  ▲